# Las tres Gracias (Canova)

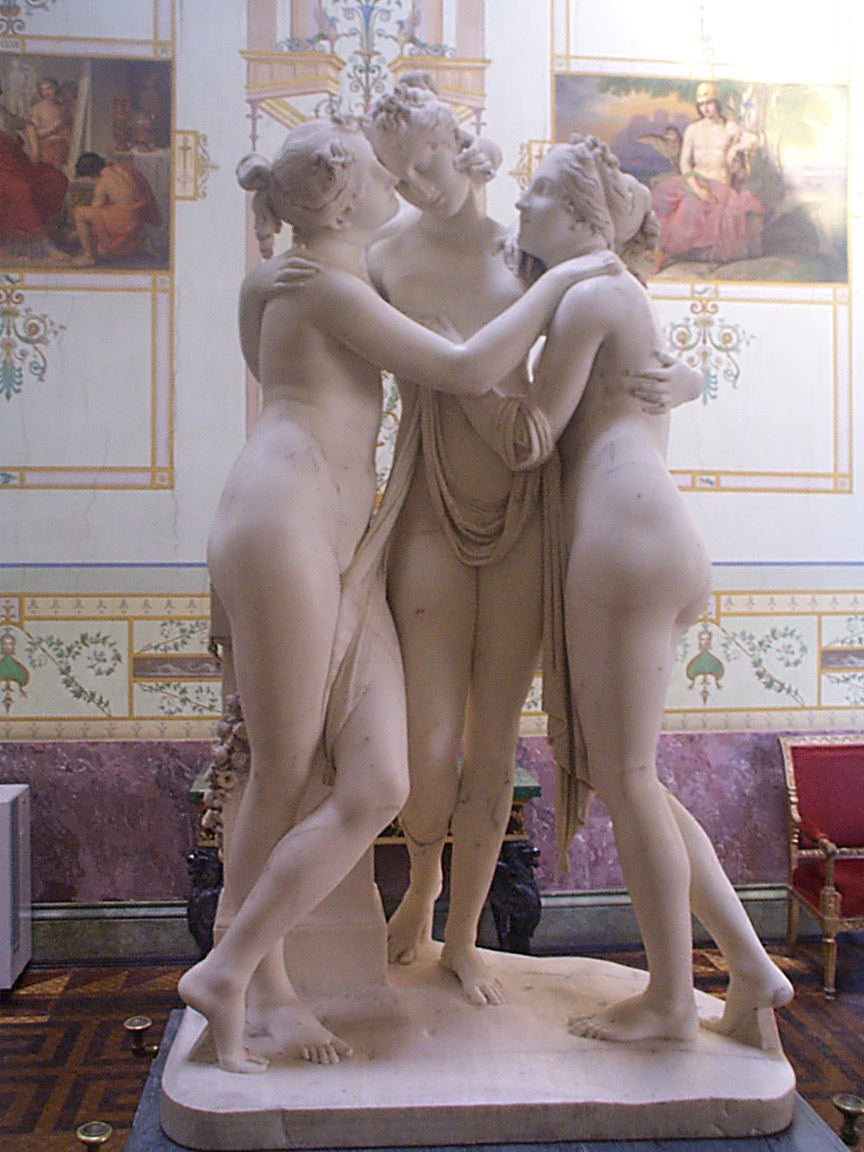
Las tres Gracias, la primera versión de Canova, en el Museo del Hermitage

La obra de Antonio Canova Las tres Gracias es un grupo escultórico de estilo neoclásico, en mármol, de las tres cárites mitológicas, hijas de Zeus que representaban la alegría, la belleza y la fertilidad. Las Gracias presidían banquetes y reuniones principalmente para entretener y deleitar a los invitados de los dioses. Se identifican en algunos grabados de la estatua como (de izquierda a derecha) Eufrósine, Aglaya y Thalía. De la obra de Canova existen realmente dos versiones: la primera, encargada por Josefina de Beauharnais, esposa de Napoleón, se conserva en el Museo del Hermitage de San Petersburgo (Rusia); la segunda, encargada por un noble inglés, el duque de Bedford, salió a la venta en 1994 y fue adquirida por dos instituciones británicas que la exponen alternativamente, el Victoria & Albert Museum de Londres y las Galerías nacionales de Escocia.

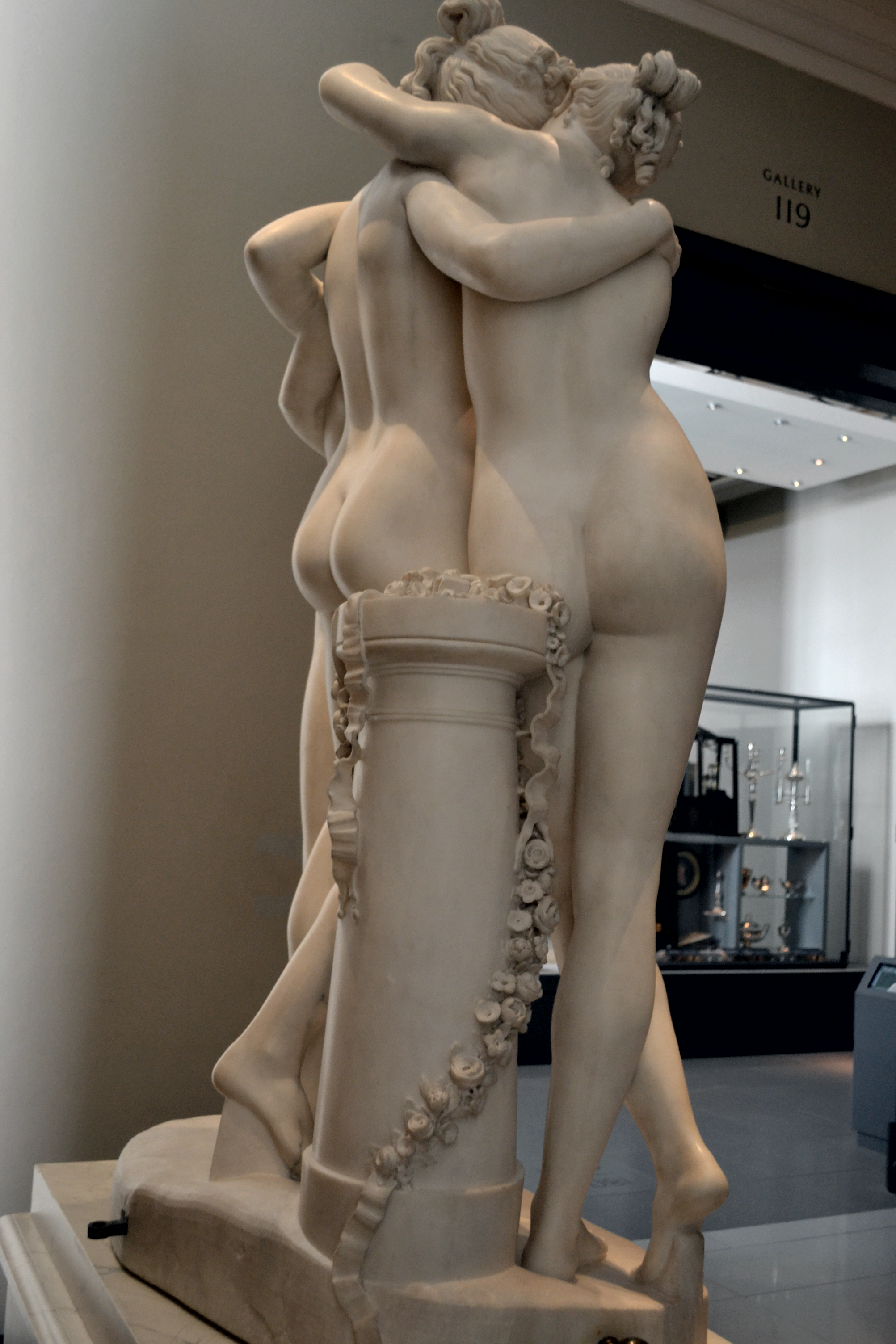
Las Tres Gracias, museo Victoria y Alberto.

## Versiones
John Russell, duque de Bedford, visitó a Canova en su estudio en Roma en 1814 y allí quedó impresionado por la primera versión de Las tres Gracias esculpida para Josefina de Beauharnais. La emperatriz murió en mayo de ese mismo año por lo que el duque se ofreció a comprar la pieza ya terminada, pero no tuvo éxito ya que el hijo de Josefina, Eugène de Beauharnais, la reclamó. Sin inmutarse, el duque encargó una segunda versión. La primera sería llevada por el nieto de Josefina, Maximiliano de Beauharnais, a San Petersburgo; ahora se conserva en el Museo del Hermitage. 
El proceso de esculpido de la segunda versión comenzó en 1814 y se completó en 1817. Finalmente en 1819, se instaló en la residencia del duque, el palacio de Woburn Abbey. Canova incluso hizo un viaje a Inglaterra para supervisar su instalación, eligiendo un pedestal de mármol con una tapa giratoria. Esta versión ahora pertenece conjuntamente al Museo de Victoria y Alberto y las Galerías nacionales de Escocia, tras largas y accidentadas negociaciones. Los descendientes del duque de Bedford cerraron un acuerdo de venta con el Museo J. Paul Getty de California, pero siguiendo requisitos de la legislación británica, la exportación de la obra se pospuso durante unos meses para dar tiempo a una eventual contraoferta de instituciones nacionales. Se abrió una suscripción popular para reunir donaciones, que unida a aportaciones estatales ayudó a retener la escultura en suelo británico. Finalmente en 1994 pasó a ser copropiedad del Victoria & Albert Museum de Londres y de las National Galleries de Escocia. El barón y coleccionista Hans Heinrich Thyssen-Bornemisza había aportado una sustancial donación (próxima a un millón de euros), y en señal de gratitud la escultura le fue prestada temporalmente para su museo de Madrid. Según las malas lenguas, el barón apoyó la contraoferta británica en parte para perjudicar al Museo Getty, al que consideraba enemigo ya que en el pasado habían rivalizado en subastas de arte.
La versión del Hermitage está tallada en mármol veteado y tiene un pilar cuadrado detrás de la figura de la izquierda. La versión de Woburn Abbey ahora en Londres está tallada en mármol blanco y tiene un pilar redondo, y la figura central tiene una cintura ligeramente más amplia.

### Obra clave de Canova
Cuando recibió el encargo de esculpir la segunda versión para el duque de Bedford, Canova tenía ya una ilustre carrera. Nacido en la provincia italiana de Treviso en 1757, fue educado por su abuelo y su talento artístico se notó rápidamente, especialmente por un senador de nombre Giovanni Falieri, quien le presentó al escultor Torretto, de quien sería aprendiz durante dos años.

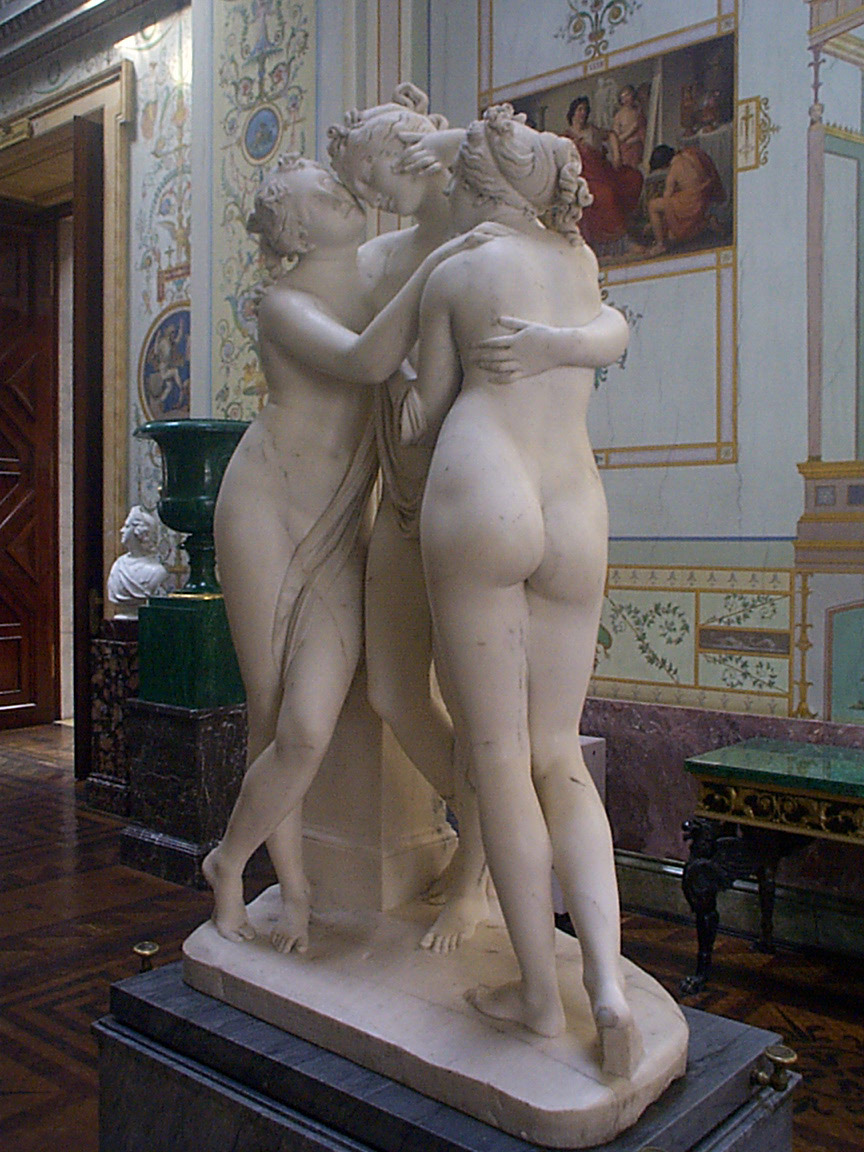
Las tres Gracias, vista alternativa, Museo del Hermitage.

Canova fue recibiendo pequeños encargos, pero su fama no llegó hasta 1780 cuando viajó a Roma y se encontró inspirado y fortalecido por el alcance y la calidad del arte y la arquitectura de la urbe. Durante este tiempo, Canova produjo algunos de sus trabajos más venerados, incluyendo: Teseo y el Minotauro (1782), el Monumento a Clemente XIV (ahora en la Basílica de los Santos Apóstoles) y el diseño de la suntuosa tumba de Clemente XIII en San Pedro. En 1793, produjo Psique reanimada por el beso del Amor, una pieza de composición impecable y belleza latente. 
En 1802, se le pidió ir a París por deseo de Napoleón I, para quien esculpió una figura enorme del emperador desnudo empuñando una estatuilla de 
la Victoria en su mano. Esta gran obra, de cuatro metros de alto, terminaría en manos de su enemigo, el duque de Wellington, y se conserva en Apsley House (Londres). Una repetición en bronce se halla en el patio de la Pinacoteca de Brera de Milán. Canova también modeló a Napoleón en un busto así como a la madre del emperador. 
La escultura de Las tres Gracias en ambas versiones, para la emperatriz Josefina y para el duque de Bedford, se basó en representaciones de las Gracias que Canova había hecho anteriormente. Estas incluyen una pintura en 1799, dibujos y modelos en yeso.
En 1810, modeló un boceto de terracota (ahora en Musée de Lyon, Francia). Pero es probable que sus obras para la Emperatriz Josefina y para el duque se basasen en dibujos anteriores. Ciertamente se sabe que el modelo inmediato para el trabajo fue un grupo de yeso a gran escala que ha sobrevivido y se encuentra en el Museo Canova en Possagno, Italia. En la versión presentada al duque de Bedford, las Gracias son mostradas apoyadas en un pilar, aunque en versiones anteriores esta característica está ausente.

## Técnica artística y efecto
La obra está tallada de una sola pieza de mármol blanco. Los asistentes de Canova desbastaron el mármol hasta perfilar las figuras, y dejaron a Canova terminar la talla final y dar forma a la piedra para resaltar la piel suave de las Gracias. Esto era una marca registrada del artista, y la obra muestra una fuerte alianza al movimiento neoclásico del cual Canova es el máximo exponente en el campo de la escultura. Las líneas son exquisitas, refinadas y elegantes.
Las tres diosas se muestran desnudas, juntas en un abrazo, sus cabezas casi tocándose en lo que muchos han calificado como una obra de "carga erótica". Están de pie, inclinadas hacia dentro; quizás discutiendo un problema común, o simplemente disfrutando estando juntas. Sus estilos de peinado son similares, con el cabello trenzado y sostenido en la parte superior de sus cabezas en un nudo.
El estilo es elegante y sugiere refinamiento y clase; hay una belleza delicada en ellas que es común en la escultura de Canova. Los historiadores del arte han comentado sobre el equilibrio pacífico que parece existir entre las cabezas de las tres Gracias. A diferencia de las composiciones habituales de las tres Gracias, que derivan de la antigüedad (donde las figuras laterales están colocadas hacia el espectador y la figura central se acerca a sus amigas dando la espalda al espectador) las figuras laterales de Canova están de lado, apoyándose en la frontal del centro.
Las tres figuras femeninas se convierten en una por el abrazo, unido no solo por sus manos, sino también por el velo que se enrosca en las tres. La unidad de las Gracias es uno de los temas principales de la obra. En la primera versión de la obra encargada por Josefina, las Gracias están de pie ante un altar de sacrificios adornado con tres coronas de flores y guirnaldas simbolizando sus vínculos frágiles y cercanos.

## Neoclasicismo frente a Barroco
El trabajo de Canova desafió la concepción de la belleza barroca que fijaba un canon corporal más bien grueso, como se puede ver en la pintura Las tres Gracias de Rubens (Museo del Prado). Canova muestra a las Gracias como jóvenes núbiles y esbeltas.